# Tomboutou
Tomboutou ist ein Arrondissement im Departement Alibori in Benin. Es ist eine Verwaltungseinheit, die der Gerichtsbarkeit der Kommune Karimama untersteht. Gemäß der Volkszählung von 2013 hatte Tomboutou 17.539 Einwohner, davon waren 8732 männlich und 8807 weiblich.